# Ткаченко Платон Петрович
Плато́н Петро́вич Ткаче́нко (нар. 1915 — пом. 10 червня 1944) — радянський військовик часів Другої світової війни, командир танкової роти 260-го гвардійського окремого танкового полку прориву (Ленінградський фронт), гвардії старший лейтенант. Герой Радянського Союзу (1941).

## Життєпис
Народився 1915 року в селі Федорівці, нині — Петрівський район Кіровоградської області, в селянській родині. Українець. Навчався в рідному селі, а згодом — в Олександрійському культосвітньому технікумі. Вчителював у Чечеліївській восьмирічці.
До лав РСЧА призваний в листопаді 1938 року. В травні 1939 року закінчив школу молодших командирів 35-ї Червонопрапорної легкотанкової бригади Ленінградського військового округу. Проходив службу в цій же бригаді командиром танку, помічником командира танкового взводу. Учасник радянсько-фінської війни 1939–1940 років. У 1940 році разом з бригадою передислокований до Київського особливого військового округу. З березня 1941 року — командир танка 43-ї танкової дивізії 19-го механізованого корпусу Київського ОВО.
Учасник німецько-радянської війни з червня 1941 року. Брав участь у прикордонних боях в Західній Україні, в танковій битві під Дубном, Київській оборонній операції. З серпня 1941 року — командир танку 10-го танкового полку 10-ї танкової бригади 38-ї армії Південно-Західного фронту.
24 вересня 1941 року в бою в районі села Войнівка Чутівського району Полтавської області екіпаж молодшого сержанта Ткаченка знищив протитанкову гармату і транспортну машину супротивника. 26 вересня, прикриваючи відхід свого підрозділу, знищив 2 міномети і протитанкову гармату ворога. 28 вересня поблизу селища Чутове захопив і доправив у своє розташування протитанкову гармату супротивника.
З березня 1942 року — молодший політрук, заступник політрука танкової роти 30-го навчального танкового полку в Уральському військовому окрузі. Того ж року закінчив курси при Свердловському військово-політичному училищі Уральського ВО. З листопада 1942 року — заступник командира танкової роти з політчастини 30-го навчального танкового полку. Член ВКП(б) з 1942 року. В червні 1943 року закінчив курси командирів танкових рот при Ленінградській вищій офіцерській школі бронетанкових військ імені В. М. Молотова (м. Магнітогорськ).
У 1943 році старший лейтенант П. П. Ткаченко призначений командиром танкової роти танків КВ-2 260-го (з лютого 1944 року — 260-го гвардійського) окремого танкового полку прориву Ленінградського фронту. Брав участь в Ленінградсько-Новгородській наступальній операції.
10 червня 1944 року, в перший день Виборзької наступальної операції, 260-й гвардійський окремий танковий полк був введений у бій в полосі 21-ї армії Ленінградського фронту, маючи бойове завдання прорвати оборону фінських військ на річці Сестра (Карельський перешийок). Загинув у цьому бою.
Похований на Богословському цвинтарі в Санкт-Петербурзі (нині поховання втрачене).

## Нагороди
Указом Президії Верховної Ради СРСР від 27 грудня 1941 року за зразкове виконання бойових завдань командування на фронті боротьби з німецькими загарбниками та виявлені при цьому відвагу і героїзм, молодшому сержанту Ткаченку Платону Петровичу присвоєне звання Героя Радянського Союзу з врученням ордена Леніна і медалі «Золота Зірка» (№ 574).
Також бів нагороджений орденом Вітчизняної війни 1-го ступеня.

## Пам'ять
Ім'ям Платона Ткаченка названо одну з вулиць Федорівки. На стіні будинку, в якому він жив, встановлено меморіальну дошку.